# Circonscription de Mallee

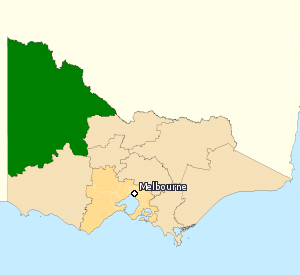
La circonscription de Mallee (en vert) dans le nord-ouest du Victoria.

La circonscription de Mallee est une circonscription électorale australienne dans le nord-ouest du Victoria. Avec ses 70 694 kilomètres carrés, elle est la plus vaste circonscription du Victoria. Elle comprend les villes de Mildura, Ouyen, Swan Hill, St Arnaud, Warracknabeal et Horsham. 
La circonscription a été créée lors du redécoupage du 11 mai 1949, et participa pour la première fois à l'élection fédérale de 1949. 
Elle porte le nom de la région The Mallee dans lequel elle est située, qui porte elle-même le nom donné à des variétés d'eucalyptus qui y poussent (mallee) mais la circonscription comprend également la région de Wimmera. 
Mallee est le siège électoral le plus sûr du Victoria pour la coalition libéral-National.

## Députés
| Nom             | Parti             | Période de mandat |
| --------------- | ----------------- | ----------------- |
| Winton Turnbull | Country           | 1949–1972         |
| Peter Fisher    | Country, National | 1972–1993         |
| John A. Forrest | National          | 1993–2013         |
| Andrew Broad    | National          | 2013–en cours     |